# 宗教指導者の一覧
宗教指導者の一覧（しゅうきょうしどうしゃのいちらん）は、宗教指導者のうち日本の宗教家を除いたものを一覧にしたものである。

## あ行
- アリウス
- ナザレのイエス
- ヴィヴェーカーナンダ
- ジョン・ウィクリフ
- バハー・ウッラー

## か行
- ジャン・カルヴァン
- 鑑真
- 孔子
- 洪秀全
- オーロビンド・ゴーシュ

## さ行
- サティヤ・サイ・ババ
- シルディ・サイ・ババ
- フランシスコ・ザビエル
- 釈迦
- シュリ・シュリ・ラビ・シャンカール

## た行
- 達磨
- シュリ・チンモイ

## な行
- ネストリウス

## は行
- ヤン・フス

## ま行
- マズダク
- マニ
- ムハンマド・イブン＝アブドゥッラーフ
- モーセ

## ら行
- ラーマクリシュナ
- マルティン・ルター